# Längnums distrikt
Längnums distrikt är ett distrikt i Grästorps kommun och Västra Götalands län. 
Distriktet ligger sydost om Grästorp. 

## Tidigare administrativ tillhörighet
Distriktet inrättades 2016 och utgörs av socknen Längnum i Grästorps kommun
Området motsvarar den omfattning Längnums församling hade vid årsskiftet 1999/2000.